# Uepeker
 (août 2022).
La mise en forme du texte ne suit pas les recommandations de Wikipédia : il faut le « wikifier ».
Les points d'amélioration suivants sont les cas les plus fréquents. Le détail des points à revoir est peut-être précisé sur la page de discussion.
- Les titres sont pré-formatés par le logiciel. Ils ne sont ni en capitales, ni en gras.
- Le texte ne doit pas être écrit en capitales (les noms de famille non plus), ni en gras, ni en italique, ni en « petit »…
- Le gras n'est utilisé que pour surligner le titre de l'article dans l'introduction, une seule fois.
- L'italique est rarement utilisé : mots en langue étrangère, titres d'œuvres, noms de bateaux, etc.
- Les citations ne sont pas en italique mais en corps de texte normal. Elles sont entourées par des guillemets français : « et ».
- Les listes à puces sont à éviter, des paragraphes rédigés étant largement préférés. Les tableaux sont à réserver à la présentation de données structurées (résultats, etc.).
- Les appels de note de bas de page (petits chiffres en exposant, introduits par l'outil «  Source ») sont à placer entre la fin de phrase et le point final[comme ça].
- Les liens internes (vers d'autres articles de Wikipédia) sont à choisir avec parcimonie. Créez des liens vers des articles approfondissant le sujet. Les termes génériques sans rapport avec le sujet sont à éviter, ainsi que les répétitions de liens vers un même terme.
- Les liens externes sont à placer uniquement dans une section « Liens externes », à la fin de l'article. Ces liens sont à choisir avec parcimonie suivant les règles définies. Si un lien sert de source à l'article, son insertion dans le texte est à faire par les notes de bas de page.
- La présentation des références doit suivre les conventions bibliographiques. Il est recommandé d'utiliser les modèles {{Ouvrage}}, {{Chapitre}}, {{Article}}, {{Lien web}} et/ou {{Bibliographie}}. Le mode d'édition visuel peut mettre en forme automatiquement les références.
- Insérer une infobox (cadre d'informations à droite) n'est pas obligatoire pour parachever la mise en page.

Pour une aide détaillée, merci de consulter Aide:Wikification.
Si vous pensez que ces points ont été résolus, vous pouvez retirer ce bandeau et améliorer la mise en forme d'un autre article.
L'uepeker, également connu sous les noms d'uchashkuma (à Sakhaline) ou tuitak, est un genre littéraire oral aïnou. Assimilé aux contes populaires à la fois par les Japonais et certains chercheurs occidentaux, il consiste en un récit de longueur variable, transmis au sein de la population aïnoue et renvoyant à des événements sans marquage clair de réalité, intégrant le plus souvent différents éléments mythologiques.
Sur le plan formel, l'uepeker diffère du yukar, saga aïnoue versifiée, en ce qu'il est récité uniquement en prose. Sur le fond, il s'en diffère également par les thèmes abordés, l'uepeker s'attachant davantage à décrire des expériences attribuées aux ancêtres que les légendes héroïques ou cosmogoniques de la poésie épique yukarienne.

## Étymologie
La formation morphologique proposée actuellement est la suivante : u- (préfixe de mutualité) -ue- (adverbe ainsi) - pekere (lumineux).
Selon Chiri Maishiho, lexicographe et anthropologue aïnou, le sens serait le suivant: s'enquérir mutuellement des dernières nouvelles.

## Corpus

### Corpus linguistique
Les Aïnous ne disposaient pas d'une langue écrite avant les premières retranscriptions du XIXe siècle par Batchelor ou Chamberlain. Jusqu'à présent, l'aïnou demeure une langue essentiellement orale. Par conséquent, le corpus des uepekers est principalement matérialisé par des enregistrements audios issus de conférences et d'enquêtes.
L'Institut national de la langue japonaise et de la linguistique a compilé à partir de 2016, la collection d'uepekers en ligne la plus conséquente, regroupant 38 récits déclinés sous sous forme audio associée à transcription en aïnou translittéré, une autre en kanas aïnous ainsi que des traductions en japonais et en anglais.

### Conteurs célèbres
Shigeru Kayano, homme politique japonais.
Toshi Ueda, gagnante du Deuxième Prix Culturel Aïnou.

## Etudes

### Etudes folkloriques
Les uepekers ont fait l'objet de différentes études anthropologiques et folkloriques, les plus anciennes étant dans le monde occidental celles de Basil Hall Chamberlain, à travers son recueil Aino Folktales publié en 1888.

### Etudes linguistiques
Le projet uepeker s'inscrit dans les démarches de préservation de la langue, à travers la numérisation de différents récits traditionnels aïnous.
L'université d'Hokkaido comporte un centre d'études aïnoues, où les uepekers sont également étudiés.

### Etudes littéraires
Les uepekers ont fait l'objet de différentes études littéraires en anglais (notamment, par Mamoru Fujita de l'université de Keio) et en japonais.